# Orchestre philharmonique d'Israël

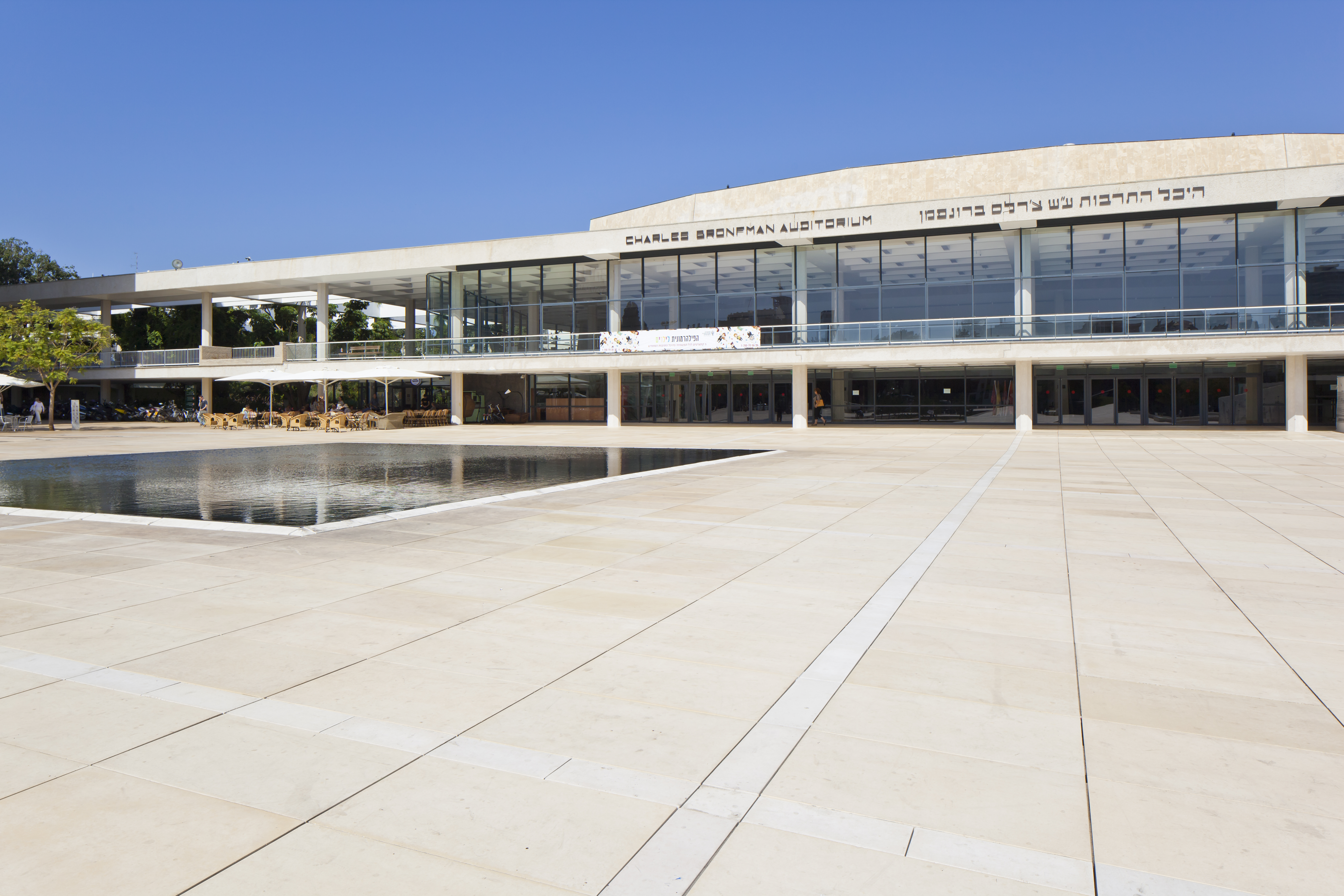
L'Auditorium Charles R. Bronfman de Tel-Aviv.

L'Orchestre philharmonique d'Israël (en hébreu התזמורת הפילהרמונית הישראלית, ha-Tizmoret ha-Filharmonit ha-Yisre'elit) est le principal orchestre symphonique de l'État d'Israël.
L'orchestre réside à l'Auditorium Charles R. Bronfman de Tel-Aviv.

## Histoire
Il a été fondé en 1936 par le violoniste juif d'origine polonaise Bronisław Huberman sous le nom d'« Orchestre de Palestine », alors que beaucoup de musiciens juifs étaient progressivement expulsés des orchestres européens (en Allemagne, en Autriche, en France sous la pression de l'idéologie nazie, etc.). Son concert inaugural a eu lieu à Tel-Aviv le 26 décembre 1936, avec Arturo Toscanini au pupitre de chef d'orchestre. Il a été rebaptisé « Orchestre philharmonique d'Israël » depuis la création de l'État d'Israël en 1948.
De nos jours, l'Orchestre philharmonique d'Israël se compose de 110 musiciens, dont plus de la moitié sont nés en Israël. Les autres sont majoritairement originaires des pays d'Europe de l'Est, de Russie, et des États-Unis. Ils se produisent dans les grandes villes de l'État hébreu (principalement Tel-Aviv, Jérusalem et Haïfa), donnant près de 200 concerts par an. L'orchestre part également souvent en tournée dans le monde entier.
Parmi les nombreuses missions que s'est données l'orchestre, celle de promouvoir et d'aider les jeunes talentueux musiciens est particulièrement prise à cœur. L'Orchestre philharmonique d'Israël soutient ainsi financièrement le « Jeune orchestre philharmonique d'Israël » et organise chaque année des concerts où certains jeunes musiciens sont invités à se produire avec leurs aînés.
Son statut est celui d'une coopérative indépendante, c'est-à-dire que les musiciens de l'orchestre en sont les propriétaires et les gérants. La plupart des revenus sont générés par la vente des places de concert.

## Conseiller musical / Directeur musical
- William Steinberg (1936–1938)
- Leonard Bernstein (1947–1949)
- Paul Paray (1949–1951)
- Bernardino Molinari
- Jean Martinon (1957–1959)
- Zubin Mehta (1968–2019)
- Lahav Shani (2020-)

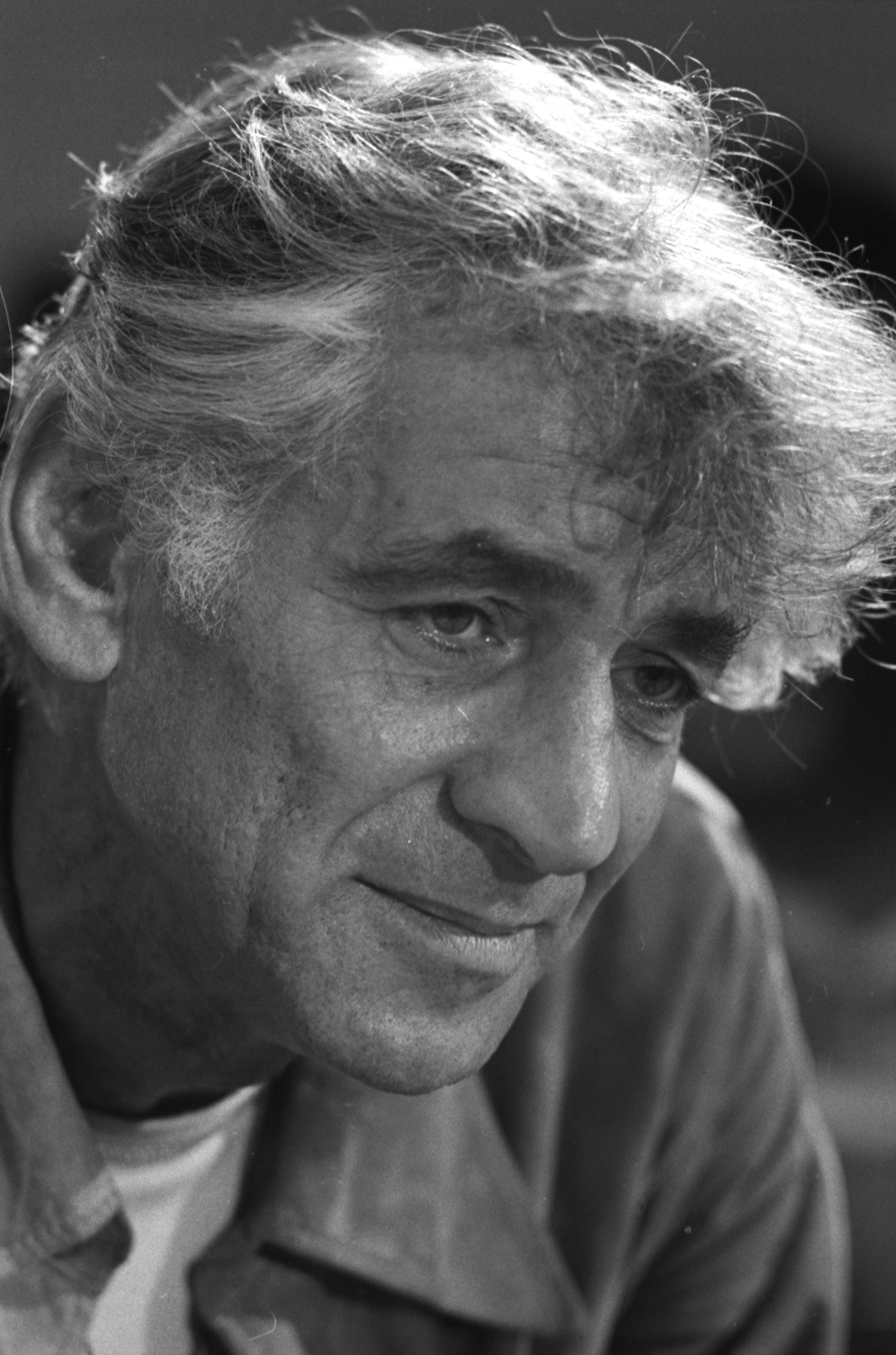
Leonard Bernstein

L'orchestre a ainsi accueilli au cours de son existence les plus grands noms de la direction d'orchestre. Deux restent cependant fréquemment associés avec l'Orchestre philharmonique d'Israël : ce sont ceux de Leonard Bernstein et de Zubin Mehta. Le premier a été un invité régulier de l'orchestre dès 1947 (nommé chef d'orchestre d'honneur en 1967). Zubin Mehta a été quant à lui le conseiller musical de l'orchestre de 1968 à 1977 avant d'en être depuis 1977 le directeur musical (à vie depuis 1981). De 1936 à 1968, l'orchestre n'a pas eu de directeur musical, restant uniquement dirigé par des chefs invités.

## Événements
Depuis sa création, l'histoire de l'Orchestre philharmonique d'Israël est difficilement dissociable de celle d'Israël. L'orchestre s'est produit lors de maints évènements marquants de l'État hébreu ; ainsi par exemple, en 1947, quelques jours seulement après la prise de contrôle de la ville de Beer-Sheva par les forces de défense israéliennes, l'orchestre, conduit par le jeune Bernstein, se produit dans cette ville du Néguev devant 5 000 soldats. Vingt années plus tard, c'est une mémorable Symphonie nº 2 « Resurrection » de Mahler que donne l'orchestre (avec à sa tête toujours Bernstein) au Mont Scopus, quelques jours après la prise de contrôle de Jérusalem-Est par Forces de défense d'Israël (épisode de la Guerre des Six Jours).

## Répertoire
Depuis 1992, les compositeurs les plus fréquemment joués par l'orchestre sont Beethoven, Mozart, Brahms, Tchaïkovski et Mendelssohn.
Richard Wagner n'est jamais programmé, la musique du compositeur allemand étant tabou en Israël (l'antisémitisme notoire du compositeur et l'utilisation de sa musique par le régime nazi en sont les principales raisons).

## Tournées
Il faudra attendre 1971 pour que l'orchestre a accepte de jouer en Allemagne. À l'occasion d'une tournée dans les pays européens de l'Est à la fin des années 1980, l'orchestre s'est également rendu sur le site d'Auschwitz (Pologne).

## Sources
- (en) Cet article est partiellement ou en totalité issu de l’article de Wikipédia en anglais intitulé « Israel Philharmonic Orchestra » (voir la liste des auteurs).

- Les pages internet suivantes, toutes consacrées à l'Orchestre philharmonique d'Israël :
  - (en) sur le site de la maison de disques Sony classical
  - (en) sur le site answer.com
  - (en) sur le site de la Bibliothèque juive virtuelle
  - (en) sur le site de l'International Creative Management

## Autre lien
- (en + he) Site officiel de l'Orchestre philharmonique d'Israël